# Didier Ya Konan
Didier Ya Konan (* 22. Mai 1984 in Abidjan) ist ein ehemaliger ivorischer Fußballspieler. Der Offensivspieler, der sowohl als Mittelfeldspieler und Stürmer einsetzbar war, debütierte 2006 in der A-Nationalmannschaft der Elfenbeinküste.

## Karriere

### Im Verein
Ya Konan begann mit dem Fußballspielen bei Olympic Sport Abobo. 2003 schloss er sich ASEC Mimosas aus seiner Geburtsstadt Abidjan an. Mit dem Klub gewann er in der Folge mehrmals den ivorischen Meistertitel und trat auf internationaler Ebene in der afrikanischen Champions League an. Dabei machte er insbesondere in der Champions-League-Spielzeit 2006 auf sich aufmerksam, als er mit der Mannschaft das Halbfinale gegen den späteren Sieger Al-Ahly Kairo aus Ägypten erreichte und sich dabei zusammen mit Mohamed Abo Treka mit acht Toren als bester Torschütze des Wettbewerbs auszeichnete. Anschließend bot der ägyptische Klub 500.000 Dollar für die Dienste des Offensivspielers, das Angebot lehnte der Klub jedoch ab, da er ihn nach Europa abgeben wollte.
Kurz vor Jahresende wurden er und sein Mannschaftskamerad Bakary Soro zum Probetraining von Charlton Athletic eingeladen. Zudem zeigte Ajax Amsterdam Interesse am Offensivspieler. Eine Verpflichtung kam jeweils nicht zustande.
Im Dezember 2006 verpflichtete ihn der mehrfache norwegische Landesmeister Rosenborg Trondheim. Bei seinem neuen Klub, der mit Abdou Razack Traoré einen Landsmann unter Vertrag hatte, erhielt er die Rückennummer 8. In der Tippeligaen etablierte er sich als Stammspieler und verhalf der Mannschaft zum Einzug in die Gruppenphase der UEFA Champions League 2007/08, in der er in fünf Spielen zum Einsatz kam. In der Tippeligaen-Spielzeit 2007 lief er in 20 der 26 Saisonspiele auf und trug mit sechs Saisontoren zum Erreichen des fünften Tabellenranges bei. Auch in der folgenden Spielzeit gehörte er unter Trainer Erik Hamrén zu den Stammkräften des Klubs, ehe er in der ersten Hälfte der Spielzeit 2009 hauptsächlich nur noch als Einwechselspieler eingesetzt wurde und nur einmal in der Startelf stand.
Am 11. August 2009 verpflichtete der deutsche Bundesligist Hannover 96 Ya Konan als Verstärkung für die von vielen Verletzten geschwächte Offensive. Beim niedersächsischen Klub unterschrieb er einen Dreijahresvertrag und erhielt die Rückennummer 11. Sein erstes Tor für Hannover 96 schoss er am 19. September 2009 beim 1:1 gegen Borussia Dortmund. In der Spielzeit 2009/2010 erzielte er in 25 Spielen, von denen er 15 durchspielte, neun Tore und bereitete fünf Tore vor. Die Wichtigkeit für seine Mannschaft in jener Saison wurde anhand folgender Statistik deutlich: Hannover 96 holte in den 25 Spielen, in denen Ya Konan zum Einsatz kam, insgesamt 33 Punkte; in den restlichen neun Spielen ohne Ya Konan blieb die Mannschaft punktlos. In der Spielzeit 2010/11 erzielte Ya Konan in 25 Spielen 14 Tore und bereitete sechs weitere vor. Am 17. Dezember 2010 verlängerte er seinen Vertrag bis 2014. Die niedersächsischen Sportjournalisten wählten ihn im Frühjahr 2011 zu Niedersachsens Fußballer des Jahres. In der Saison 2011/12 gehörte er nicht mehr regelmäßig zur Startelf und traf auch nicht mehr regelmäßig, wurde aber in fast jedem Spiel eingewechselt. Mit dem Einzug ins Viertelfinale der Europa League 2011/12 erzielte er mit seinem Verein einen neuen persönlichen Erfolg auf europäischer Ebene. In der Saison 2012/13 war seine Situation ähnlich; er wurde regelmäßig aufgestellt oder eingewechselt. Gegen Mitte der Saison fand er aber wieder zu alter Form und stand immer häufiger in der Startelf, allerdings im rechten offensiven Mittelfeld. Zu Beginn der Saison 2013/14 zog sich Ya Konan einen Knorpelschaden zu und fiel für sechs Wochen aus. Sein Comeback gab er am 24. August 2013 (3. Spieltag) beim 2:1-Sieg gegen den FC Schalke 04. Am 4. Oktober 2013 (8. Spieltag) verletzte er sich beim 1:1 gegen Hertha BSC am Sprunggelenk und fiel rund viereinhalb Monate aus. Erstmals wieder eingesetzt wurde Ya Konan, der unter dem neuen Trainer Tayfun Korkut wieder als Stürmer spielte, am 24. Spieltag beim 1:1 gegen Bayer 04 Leverkusen.
Didier Ya Konan war in Hannover ein Publikumsliebling. Legendär wurden die hannoverschen Fan-Gesänge seines Namens zum Refrain des Welthits "Give it up" von KC & and the Sunshine Band.
Im Sommer 2014 wechselte er nach Saudi-Arabien zu Al-Ittihad. Dort kam er zu fünf Einsätzen, in denen ihm zwei Treffer gelangen.
Am 27. Januar 2015 kehrte Ya Konan zu Hannover 96 zurück. Er erhielt zunächst einen Vertrag bis zum Ende der Saison 2014/15. Wegen Trainingsrückstands kam er erst am 24. Spieltag gegen Bayern München wieder zum Einsatz.
Am 25. Juni 2015 unterschrieb er einen Zweijahresvertrag bei Fortuna Düsseldorf. Dort feierte der Stürmer am 13. September 2015 im heimischen Stadion einen großen Erfolg, als er mit zwei Toren zum 3:0-Sieg über den TSV 1860 München und somit zum ersten Saisonsieg seines Vereins beitrug. Nach einer ordentlichen Hinrunde und vier Toren kam Ya Konan in der Rückrunde nur noch auf drei Kurzeinsätze. Wiederkehrende Knieprobleme und Gerüchte um eine Sportinvalidität sorgten dafür, dass er im Sommer 2016 aus dem Profikader aussortiert wurde und bis zu seinem Vertragsende im Sommer 2017 nicht mehr für Düsseldorf auflief. Im Anschluss beendete er seine Karriere.

### Nationalmannschaft

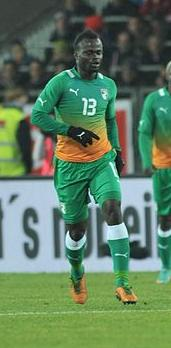
Didier Ya Konan am 14. November 2012 im Länderspiel gegen Österreich

Ya Konan wurde aufgrund seiner Leistungen 2006 im Oktober beim 5:0-Sieg über die gabunische Nationalmannschaft erstmals in die A-Nationalmannschaft seines Landes berufen und als „Spieler des Jahres“ der ivorischen Ligue 1 geehrt. Zudem nominierte man ihn im selben Jahr für die Auszeichnung zum ivorischen Fußballer des Jahres, die letztlich sein Landsmann Didier Drogba erhielt.
Beim Afrika-Cup 2012 kam Ya Konan in drei Spielen zum Einsatz und wurde mit seiner Mannschaft Vizeafrikameister. 2013 stand er erneut im Aufgebot der Ivorer für diesen Wettbewerb und erreichte mit seinem Team das Viertelfinale.
Er nahm mit dem Nationalteam an der Fußball-Weltmeisterschaft 2014 teil, bei der die Ivorer als Dritter in der Vorrundengruppe ausschieden.

## Erfolge
ASEC Mimosas
- Ivorische Meisterschaft: 2004, 2005, 2006
- Ivorischer Pokal: 2005
- Coupe Houphouët-Boigny: 2004, 2006
- Halbfinale der afrikanischen Champions League: 2006

Rosenborg Trondheim
- Norwegische Meisterschaft: 2009

Hannover 96
- 4. Platz in der Bundesliga: 2010/11
- Viertelfinale der Europa League: 2011/12

Persönliche Auszeichnungen
- bester Spieler und Torschützenkönig der ivorische Liga 2006–2007
- Torschützenkönig der afrikanischen Champions League: 2006 (mit Mohamed Abo Treka)
- Niedersachsens Fußballer des Jahres: 2011

## Privates
Ya Konan, der in seinem Umfeld nur „Didi“ genannt wird, ist seit Ende Dezember 2007 verheiratet. Ya Konan ist Vater einer Tochter (* 2012).